# Kastell Maia

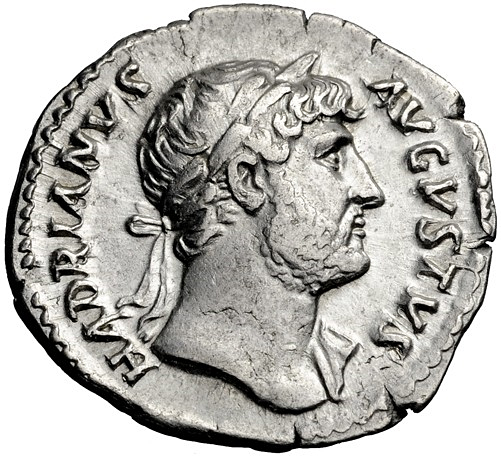
Münzporträt des Hadrian

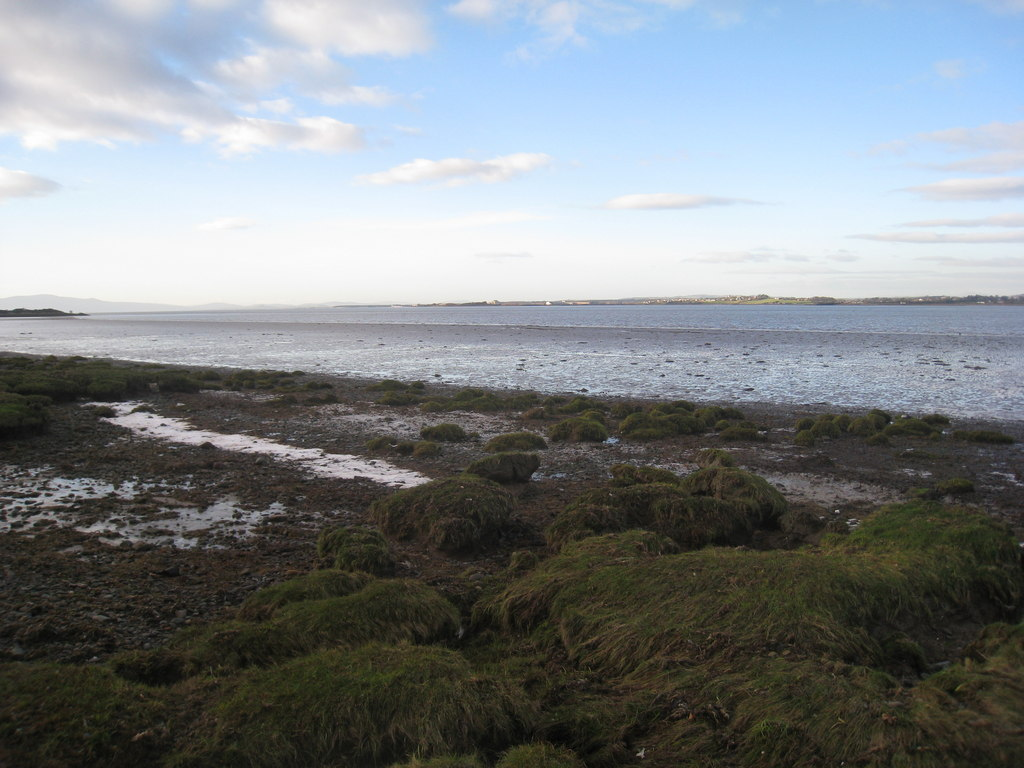
Küstenstreifen bei Bowness

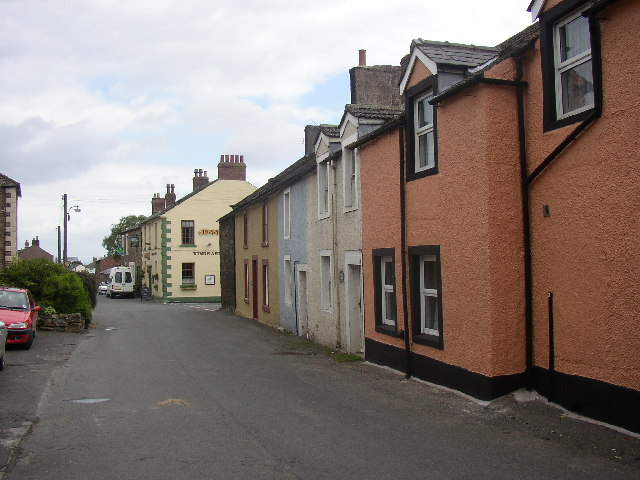
Die Hauptstraße von Bowness, Blick in Richtung Westen, ihre Trasse deckt sich vermutlich mit der via Principalis des römischen Kastells

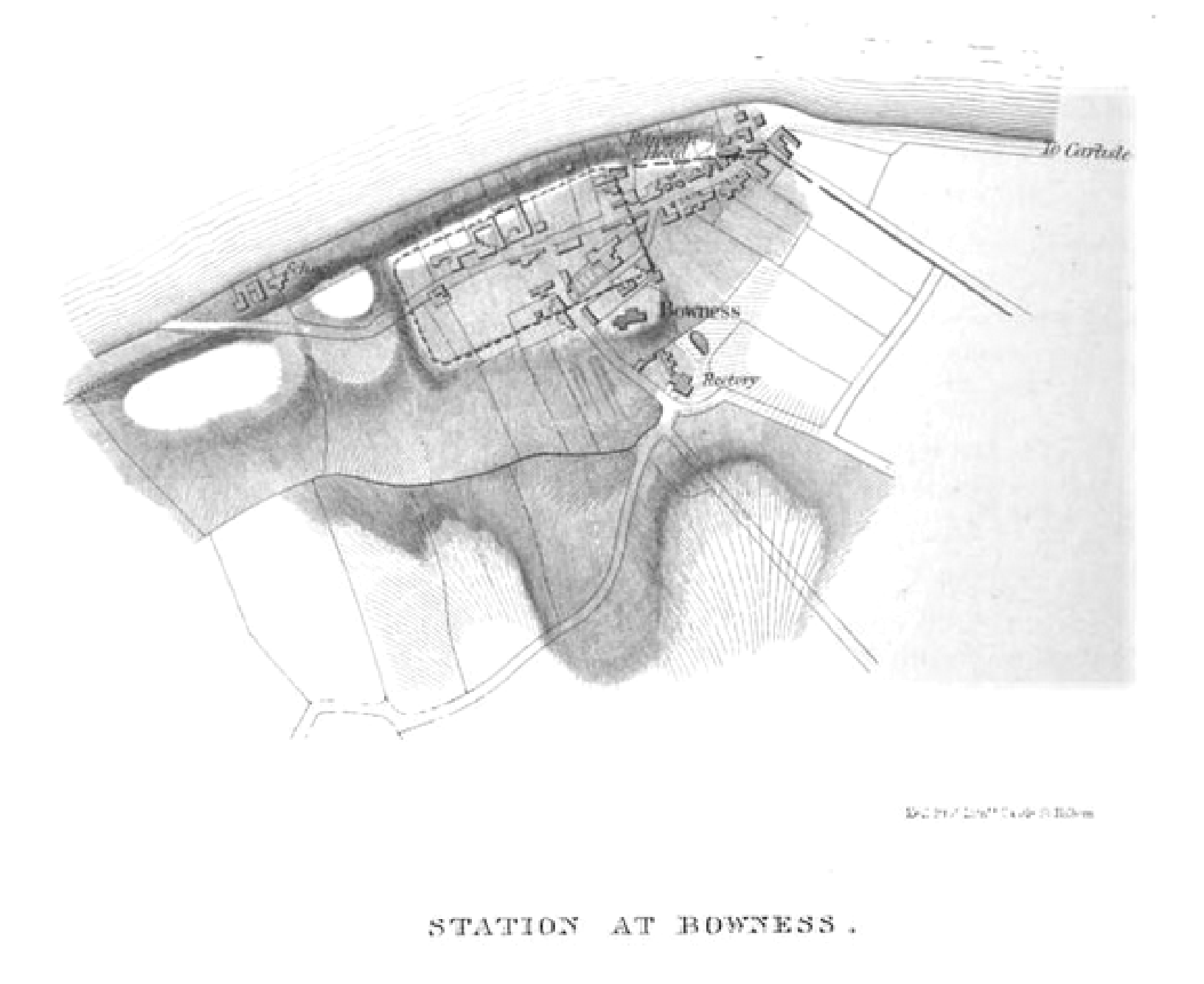
Planskizze von Henry McLauchlin, um 1857

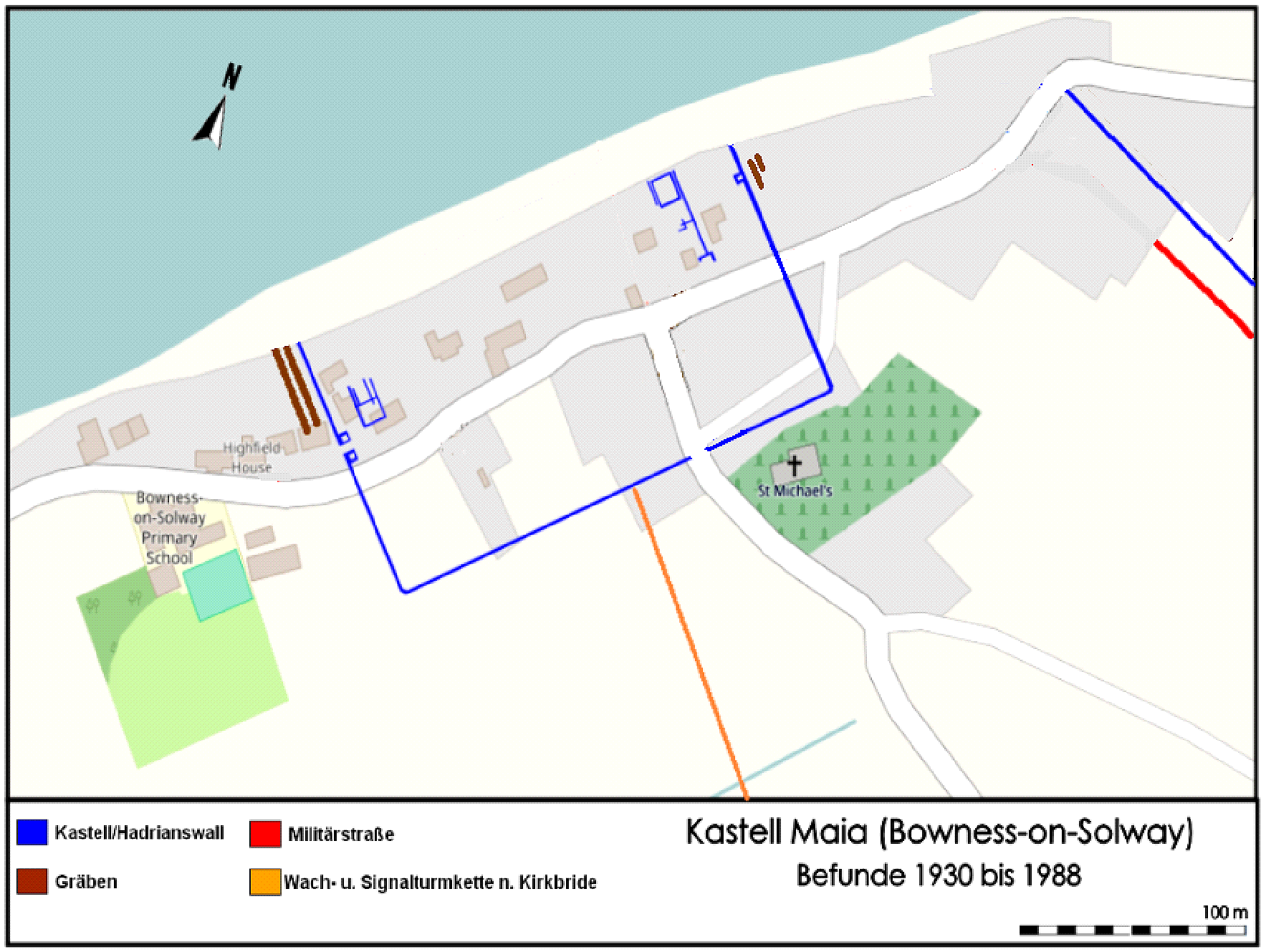
Befundplan

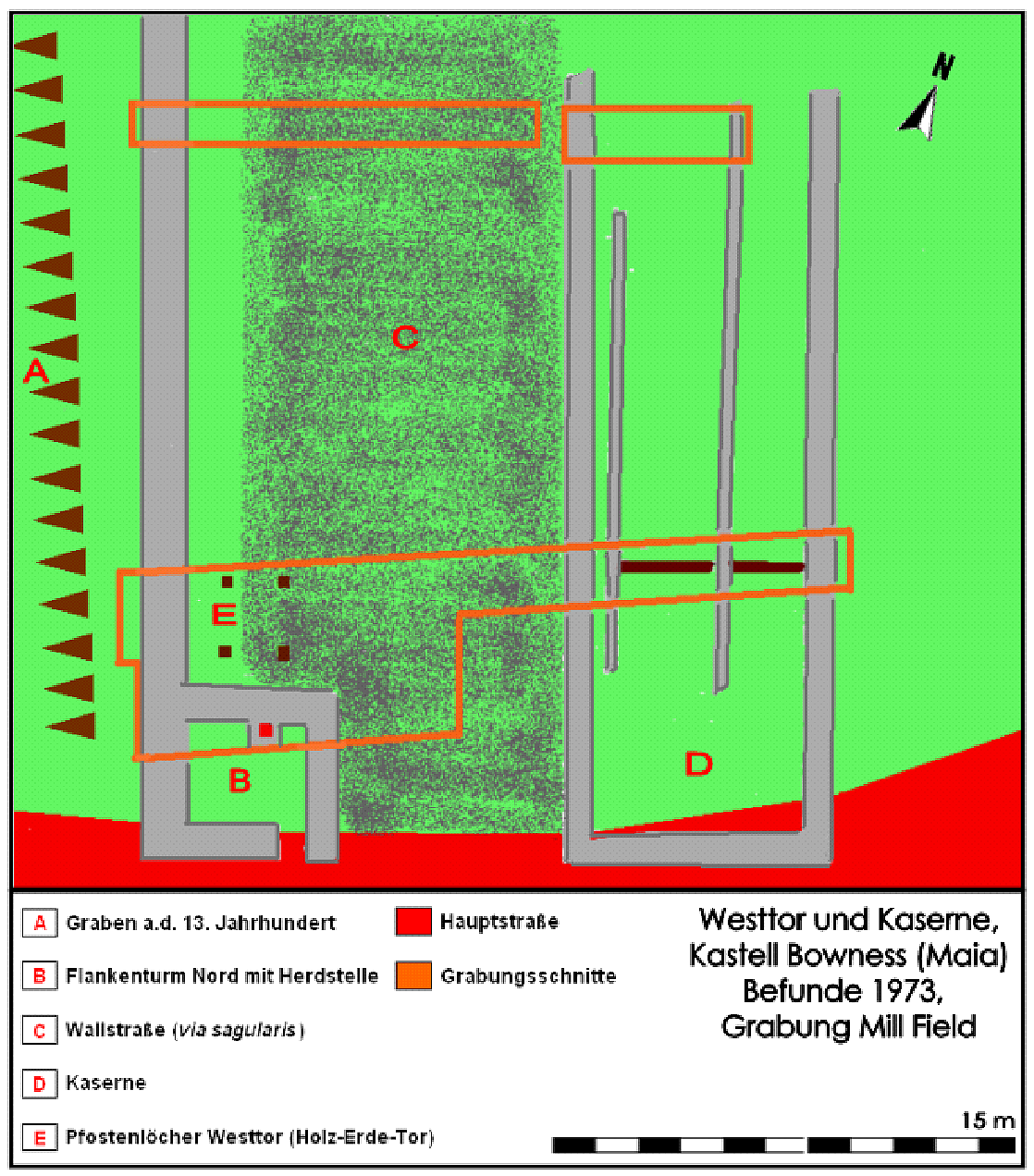
Befundskizze Grabung Mill Field, 1973

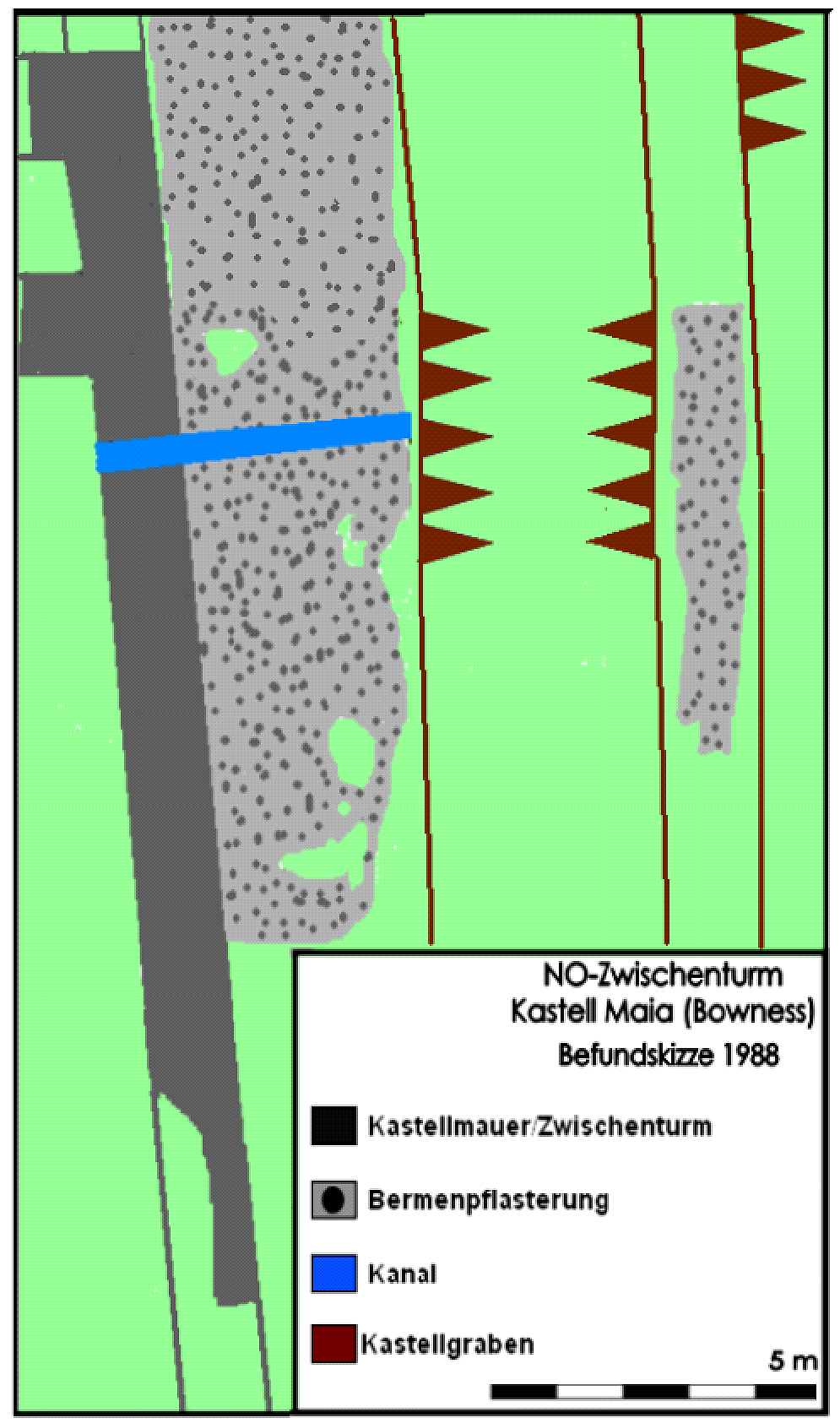
Befundskizze Zwischenturm NO

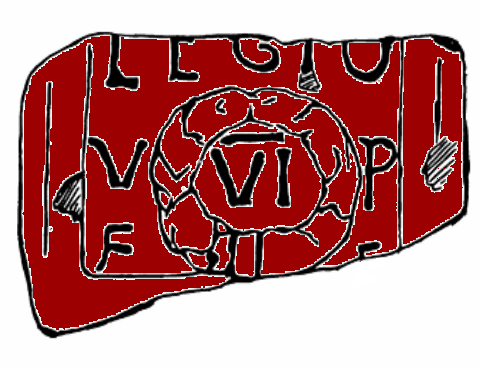
Bauinschrift der Legio VI

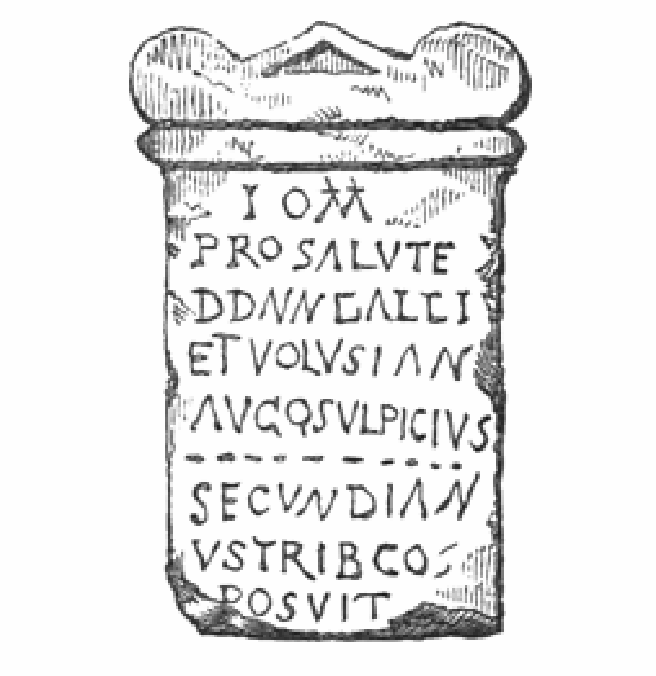
Weihealtar des Sulpicius für Iupiter

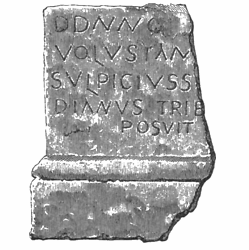
Weihealtar des Sulpicius für die Augusti

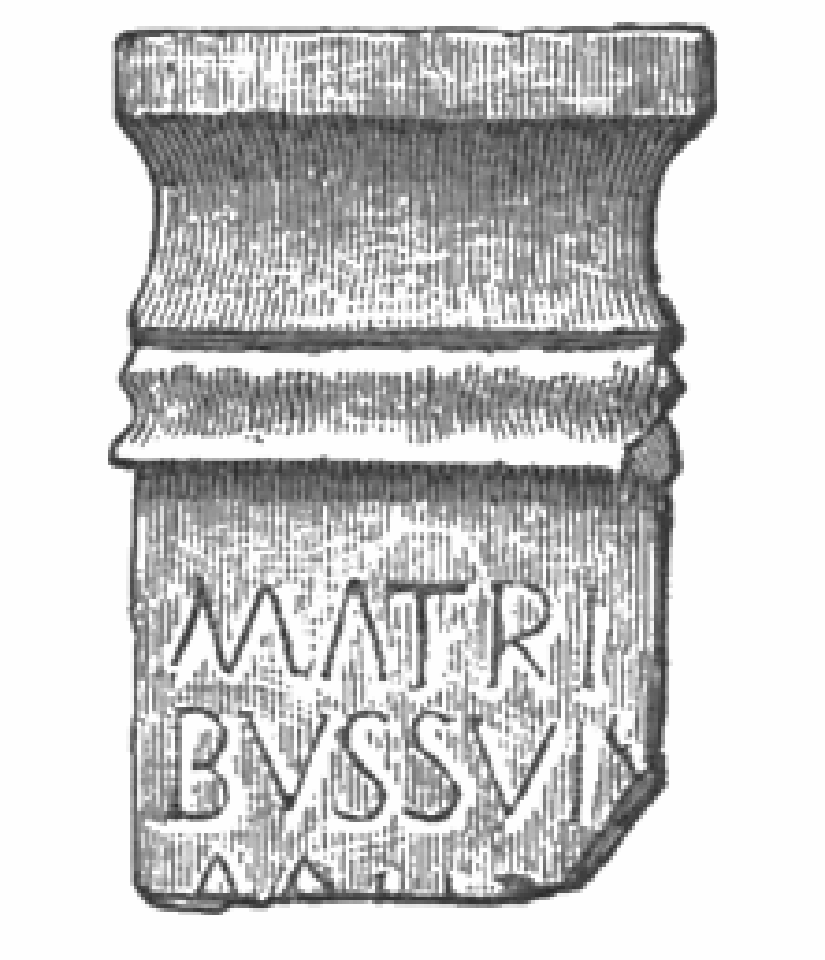
Weihealtar für die Muttergöttinnen aus Port Carlisle

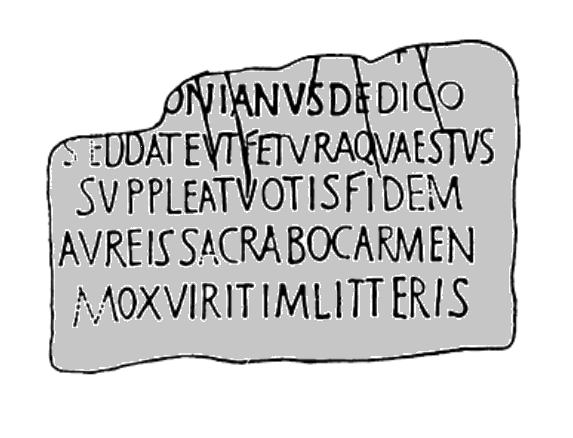
Weiheinschrift des Antonianus an die Matronen

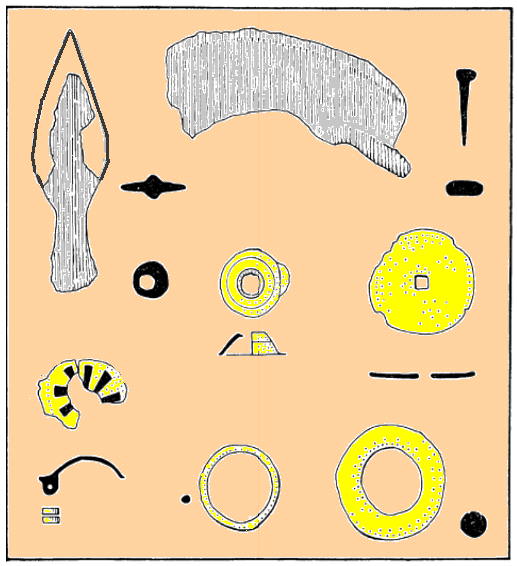
Römische Eisen- und Bronzefunde aus Bowness

Kastell Maia war ein römisches Hilfstruppenlager auf dem Gebiet der Gemeinde (Parish) Bowness-on-Solway in der Unitary Authority Cumberland im Nordwesten Englands.
Es gehörte zu der aus insgesamt 16 Kastellen bestehenden Festungskette des Hadrianswalls (per lineam valli), war das zweitgrößte am Wall und sicherte dessen westliches Ende. Der Standort wurde anfangs von einem Holz-Erde-Meilenkastell gesichert. Als der Wall dort in Stein neu errichtet wurde, wurde es wieder abgerissen und durch ein größeres Holz-Erde-Kastell ersetzt, das zu einem späteren Zeitpunkt ebenfalls in Stein umgebaut wurde. Anfänglich diente es vermutlich auch als Nachschubhafen für den Westsektor des Walls. Es dürfte bis ins späte 4. Jahrhundert von römischen Truppen besetzt gewesen sein. In seiner näheren Umgebung standen einige – nur kurzzeitig genutzte – Marschlager. Außerhalb des Wallkastells konnte eine größere Zivilsiedlung nachgewiesen werden. Die Kastellruine bildete später den Kern für die Entstehung des heutigen Bowness. Der Hadrian’s Wall Path, ein Wanderweg entlang des Walls, hat dort seinen Ausgangs- bzw. Endpunkt.

## Name
Das Kastell wird in drei antiken Schriftquellen erwähnt. Es erscheint in der Ravenna-Kosmographie des Geographen von Ravenna (7. Jahrhundert) als „Maia“ und „Maio“. Die zweite und dritte Schriftquelle sind zwei römische Gefäße, die Rudge Cup und die Amiens Skillet, auf denen es als „Mais“ bezeichnet wird. Richmond/Crawford schlugen eine Ableitung vom (hypothetischen) keltischen Maios vor. Der Name bedeutet wohl „größer“ oder „die Große“. Rivet/Smith glaubten, dass sich der antike Ortsname auf die Höhe der Küstenklippe beziehen könnte. Bemerkenswert wäre in diesem Zusammenhang, dass Maia auch der Name einer griechischen Gottheit ist. Sie war die Tochter von Atlas und Pleione und bildete im Glauben der alten Griechen zusammen mit ihren sechs Schwestern den Sternenkreis der Plejaden. Die Einheiten, die in Maia stationiert waren, sind bis dato nicht bekannt. Es wäre möglich, dass die erste Besatzungstruppe aus dem Osten des Reiches stammte und sie die Festung nach dieser Gottheit benannte.
Der Name Solway stammt aus dem nordischen sul (Säule) und vath (Furt). Der heute gebräuchliche Ortsname stammt ebenfalls aus der nordischen Sprache (bogi-nes, die abgerundete oder bogenförmige Landzunge).

## Lage
Maia war das sechzehnte Glied in der Festungskette des Hadrianswalls (vallum aelium). Es stand auf dem Kamm einer etwa 12 Meter hohen, hauptsächlich aus Lehm bestehenden, von Ost nach West ausgerichteten, an der Nordseite steil abfallenden Küstenklippe am Solway Firth, nahe der Einmündung zu seinem südlichen Fjord (Sandpath Fjord). Dort schneidet die Küste von Cumbria am weitesten nach Nordwesten ein („Neck of Britain“). Von diesem Punkt aus hatte man einen hervorragenden Ausblick auf die Irische See, den Solway Firth, die gegenüberliegende schottische Küste und die das Kastell umgebende Küstenebene (Solway Plains). Nur nach Süden hin ist die Sicht durch einen Hügel südlich des Pfarrhauses etwas eingeschränkt. Anders als die Mündung des Tyne im Osten reicht der Solway-Trichter dort weit in die Küste hinein, ist aber nicht sehr tief und kann bei Niedrigwasser auch problemlos zu Fuß passiert werden. Straßenverbindungen bestanden zu den Kastellen von Congavata (Drumburgh) im Osten und Kirkbride (Portus Trucculensis?) am Stanegate im Südwesten. Letztere lag etwas westlicher von der Trasse der heutigen Autostraße. Im späten 2. Jahrhundert gehörte die Region zur Provinz Britannia inferior, ab dem 4. Jahrhundert zur Provinz Britannia secunda.

## Forschungsgeschichte und Fundspektrum
1539 berichtete John Leland von den Resten eines turmartigen Gebäudes in Bowness. 1539 wurde das gleiche Gebäude von einem Auditor namens King erwähnt, der berichtete, dass es beim Tor des alten Pfarrhauses stand. Am Ende des 16. Jahrhunderts berichtete der Antiquar William Camden über römische Mauerreste im Süden und Westen des Kastellgeländes. Henry McLauchlan führte 1858 im Auftrag des Duke of Newcastle Befragungen unter den Einwohnern von Bowness durch und schätzte die Größe des Kastells auf 2,23 ha. Auf dem Kastellareal wurden erstmals 1930 von Eric Birley archäologische Ausgrabungen durchgeführt. Dabei wurde seine südliche Umwehrung nahe dem Pfarrgarten sowie das Westtor lokalisiert und Vermessungen an der Nord-Süd Umwehrung vorgenommen. Gleichzeitig wurde festgestellt, dass die Nordmauer durch Erosion restlos zerstört worden war. 1955 führte Charles Daniels im Westsektor einige Sondierungsgrabungen durch, 12 Jahre später J. D. Mohamad in Mill Field. Im Rahmen einer Rettungsgrabung wurde dort die Umwehrung untersucht. Im Jahre 1973 wurde von Timothy Potter (University of Lancaster) im Auftrag des Umweltministeriums dort eine weitere Rettungsgrabung vorgenommen. Dabei fanden sich auch die Spuren des ursprünglichen Holz-Erde-Lagers. Seine südliche und westliche Umwehrung konnte beobachtet und die Position des Westtores bestätigt werden. Weiters wurde die Länge der von Nord nach Süd verlaufenden Umwehrung aufgenommen. Die Mauerreste wurden danach wieder zugeschüttet. Die Ausgrabung von Paul Austen, 1988, bestimmte die Linie der Ostmauer des Kastells zwischen dem Postgebäude und High Bank. In weiterer Folge konnte auch die Länge der Ost-West-Umwehrung ermittelt werden.

### Keramik
Das in Bowness vorgefundene Keramikspektrum als Ganzes war charakteristisch für die hadrianisch-antoninische Zeitperiode. Es fand sich hauptsächlich Töpferware aus Lezoux (Töpfer: Arkanus ca. 125–150, Quintilianus 125–150, Austus 125–150 und Stücke der Medetus-Ranto-Gruppe, 100–125). Auch zwei Fragmente aus Rheinzabern, aus antoninischer Zeit, konnten geborgen werden.

### Münzen
In Bowness-on-Solway konnten, laut Eric Birley, insgesamt sechzehn Münzen geborgen werden. Ein Hortfund, bestehend aus „fünfzehn oder mehr Exemplaren“ wurde im späten 16. oder frühen 17. Jahrhundert entdeckt. Er lag unter einer wiederverwendeten Inschriftenplatte. Darunter befanden sich eine Silberprägung (denarius) des Hadrian und der Crispina (Gattin des Commodus) von 141, zwei Bronzestücke (sestertius und dupondius) der Kaiser Domitian und Trajan, ein sestertius des Antoninus Pius sowie zwei aus der Zeit des Postumus und Gratian.

### Inschriften
Insgesamt sind fünf römische Inschriften aus Bowness bekannt: zwei Altäre, eine Weiheinschrift, eine Inschrift unbekannten Inhalts und eine Bauinschrift der Legio VI Victrix.

## Entwicklung
Die Entdeckung älterer Kulturschichten und einiger Feuerstellen lässt annehmen, dass das Kastellareal entweder schon seit dem Neolithikum oder spätestens ab der Bronzezeit bewohnt war. Die Topographie und seine natürlichen Ressourcen machten Bowness zu einem attraktiven Siedlungsplatz. Es lag hoch genug, um dort sicher vor Sturmfluten zu sein. Wegen der Nähe zur Küste war es ideal geeignet, die Salzwiesen für die Viehzucht und das Meer zum Fischfang zu nutzen. In begrenztem Umfang war dort auch Ackerbau möglich.
122 befahl Kaiser Hadrian, im Norden Britanniens eine Sperrmauer, verstärkt durch Wachtürme und Kastelle, vom Tyne bis zum Solway Firth zu errichten, um die britischen Provinzen vor den ständigen Einfällen der Pikten aus dem Norden zu schützen. Der Wall wurde größtenteils durch Soldaten der drei in Britannien stationierten Legionen und Mannschaften der Classis Britannica errichtet. Maia ist vermutlich zur selben Zeit (zwischen 125 und 129) wie das Kastell von Arbeia am östlichen Ende des Walls entstanden. Der Antiquar William Camden beobachtete im Jahre 1599 Spuren von römischen Straßen und Mauerzügen. Er fasste die Notwendigkeit der Errichtung eines Kastells und des Walls an diesem Standort mit folgenden Worten zusammen:
„Ich war zuerst verwundert, warum sie hier so große Befestigungen erbaut haben, wenn man sieht, dass sich die Bucht und die Meeresarme über acht Meilen hin erstrecken. Aber jetzt verstehe ich, denn dass Wasser ist bei jeder Ebbe so niedrig, dass Grenzgänger und Viehdiebe sie leicht passieren können.“
Camden stieß bei seinen Streifzügen in der Umgebung von Bowness auch auf die Überreste eines versandeten Hafens. Wahrscheinlich diente er aufgrund seiner exponierten Lage demselben Zweck wie sein östliches Pendant, nämlich als Logistik- und Nachschubzentrum für die Besatzungen im Westsektor des Walls und der Nordwestküste. Später könnte aber das am Endpunkt des Stanegate gelegene Lager von Kirkbride diese Funktion übernommen haben, da es über einen gut geschützten Hafen nahe der Mündung des Wampool in die Irische See verfügte. Wichtigste Versorgungsroute für den Wall blieb trotz Anlage der sogenannten Militärstraße unmittelbar südlich des Walls der Stanegate. Hauptaufgabe der Besatzung war danach die Überwachung des Schiffsverkehrs auf dem Solway Firth, die Signal- bzw. Nachrichtenweitergabe und die Sicherung seiner Küste, einschließlich der Mündungen der beiden Fjorde vor Eindringlingen von See her oder aus dem Norden Britanniens.
Keramikfunde deuten darauf hin, dass die Besatzung in der Mitte des zweiten Jahrhunderts für einige Zeit an den Antoninuswall verlegt wurde. Eventuell diente das Kastell in dieser Zeit noch einmal als Umschlaghafen für Nachschubgüter in den Norden. Seine strategisch wichtige Position spräche jedoch für eine kontinuierliche Besetzung. Im frühen 3. Jahrhundert wurde Maia anscheinend noch einmal umfassend renoviert, wahrscheinlich im Zuge der Vorbereitung für die Feldzüge des Septimius Severus und seiner beiden Söhne Caracalla und Geta in die Barbarengebiete nördlich des Walls. Da das Kastell in der Notitia Dignitatum nicht mehr erscheint, dürfte es noch im 4. Jahrhundert, vermutlich in der Zeit der Usurpation des Magnus Maximus (383) oder kurz danach von der Armee aufgegeben worden sein. Die militärische Bedeutung des Kastells war mit dem Abzug der Römer obsolet geworden. Aus dieser Zeitperiode konnten bislang keine diesbezüglichen Funde geborgen werden. Holzbauten neben der Ostwand einer Kaserne am Westtor dürften von der Zivilbevölkerung des Vicus oder des Umlandes errichtet worden sein, die das Kastell offensichtlich von den Soldaten übernommen hatte. Die günstige Lage an der Furt über den Solway war vielleicht u. a. ein Anreiz, auch ohne Schutz durch die römische Armee weiterhin dort auszuharren. Die neuen Bewohner hielten die Verteidigungsanlagen wohl weiter notdürftig instand bzw. passten sie ihren Bedürfnissen an. Die römischen Steingebäude innerhalb des Lagers wurden so lange verwendet, bis sie unbenutzbar geworden waren (siehe dazu auch Kastell Birdoswald). Das Lager dürfte noch während des 5. Jahrhunderts endgültig verlassen worden sein. Der Solway wurde nun von den Kleinkönigreichen Rheged und Northumbria kontrolliert. Der Kastellplatz lag wohl für mehrere Jahrhunderte brach. Es gibt nur wenige angelsächsisch geprägte Ortsnamen in diesem Gebiet. Die Angelsachsen waren vor allem an den fruchtbaren Flusstälern des Eden und Irthing und der Küstenebene interessiert.
Die Trasse der Hauptstraße von Bowness lässt annehmen, dass die Kastellmauern, insbesondere das Ost- und das Westtor noch für eine längere Zeit aufrecht gestanden haben und damit ihren Verlauf vorgaben. Eine Wiederbesiedlung des Kastellareals erfolgte frühestens ab dem 12. Jahrhundert. Die erste schriftliche Erwähnung der mittelalterlichen Siedlung ist vom Holm Cultram Abbey Cartulary aus dem Jahr 1225 bekannt. Das Kastell wurde wohl in dieser Zeit durch Steinraub fast restlos zerstört, da Bowness in den anglo-schottischen Auseinandersetzungen während des späten 13. Jahrhunderts neu befestigt werden musste. Dem Antiquar John Horsley fiel bei einem Besuch von Bowness (um 1780) auf, dass Steine aus dem Kastell und dem Wall überall in der Bausubstanz der Gebäude zu finden waren, darunter auch in derjenigen der in der Normannenzeit entstandene Kirche St. Michael.

## Kastell
Überreste der römischen Festung sind heute nicht mehr zu sehen. Die Verteidigungsanlagen, Wälle, Tore und der Zwischenturm sind von den Grabungen in den Jahren 1973 und 1988 bekannt. Maia durchlief während seiner Nutzungsdauer mindestens vier Bauphasen. Das ursprüngliche Lager wurde, wie der frühe Hadrianswall, zwischen Mitte und Ende der 120er Jahre zunächst in Holz-Erde-Technik hochgezogen. Spuren davon fanden sich am Nordost-Zwischenturm und am Westtor (Erdablagerungen und Pfostenlöcher). Als der Wall später (um 160) durch eine Steinmauer ersetzt wurde, wurde auch das Kastell in Stein neu errichtet. Es hatte wie die meisten mittelkaiserzeitlichen Kastelle einen rechteckigen Grundriss mit abgerundeten Ecken (Spielkartenform). Seine Längsachse war exakt nach der Küstenlinie und dem Wall von West nach Ost ausgerichtet (vgl. Kastelle von Housesteads und Great Chesters). Die Ausmaße der Anlage betrugen von Nord nach Süd 128 Meter und von Ost nach West 186 Meter. Mit einer Fläche von etwa 2,38 Hektar war Maia nach Uxelodunum (Stanwix) die zweitgrößte Festung an der Hadriansmauer.

### Umwehrung
Die Steinmauer wurde unmittelbar vor dem 3 Meter breiten Holz-Erde-Wall errichtet, Letzterer konnte so als Abstützung und Wehrgang weiterverwendet werden. Die zweischalige Mauer war zwischen 1,45 und 1,60 Meter breit (Messung Ostmauer) und stand auf einem Fundament aus mehreren Lagen Bruchsteinen und Lehm. Der Mauerkern bestand ebenfalls aus Bruchsteinen. An Vorder- und Rückseite war sie mit grob zugehauenen, roten und gelben Sandsteinquadern verblendet. Als Bindemittel wurde roter Lehm verwendet, da es in diesem Sektor des Walls keine größeren Vorkommen an Kalkstein gab. Die nördliche Mauer ist im Laufe der Jahrhunderte von der Brandung unterspült worden und ins Meer gestürzt. Die Südostecke des Kastells kann man heute noch an einer leichten Bodenerhebung, die durch eine flache Hohlkehle (der ehemalige Kastellgraben) begrenzt wird, erkennen. Ein Hügel, bekannt als „Rampire“ (Rampe) oder „Rampart Head“, markiert die Position der östlichen Umwehrung.
Das Kastell war von zwei V-förmigen Gräben (Spitzgraben) als Annäherungshindernis (fossa) umgeben. Einzelne Abschnitte konnten an der westlichen und östlichen Umwehrung untersucht werden.
- Westmauer: Die Berme war dort 3 Meter breit. Der innere Graben war 6 Meter breit und 2 Meter tief. Der äußere Graben vor dem Westtor war später aufgefüllt und mit einer Lage Steine abgedeckt worden. Er wurde im 13. Jahrhundert wieder ausgehoben und auf 15,2 Meter verbreitert.
- Ostmauer: Die Berme, 3,5 Meter breit, war mit Kopfsteinen gepflastert. Der innere Graben war 2 Meter breit und 0,6 Meter tief, der äußere Graben etwa 4,2–4,6 Meter breit und 1,5 Meter tief.
- Südmauer: Ein Abschnitt des Grabens an der Südostecke des Kastells konnte beim Neubau eines Hauses in der Church Lane beobachtet werden, Abmessungen: Tiefe 2 Meter, Breite 3 Meter.[7]

### Tore
Das Kastell konnte durch drei Tore, je eines im Osten, Westen und Süden, betreten werden. Ob diese Tore über zwei Durchfahrten verfügten, wie bei den meisten anderen Exemplaren am Hadrianswall, ist nicht bekannt. Ein Nordtor war wohl nicht vorhanden, da das Lager zu nahe am Rand der Klippe stand. Das Südtor scheint an der südlichen Zufahrtstraße zum Ortskern, nahe der Südostecke des Kastells gestanden haben. Die Hauptstraße von Bowness folgt den Verlauf der einstigen römischen Lagerstraße und markiert die Lage des Ost- und Westtores an ihren beiden Enden. Die exakte Position des Westtores des Steinkastells ist durch die Freilegung eines Teils des Wachraums seines nördlichen Flankenturms, unmittelbar nördlich der Hauptstraße, nachgewiesen. Der Wachraum hatte 80 cm breite Wände und war mit einer Herdstelle ausgestattet. Der Boden bestand aus Lehm und Kies. Neben dem Flankenturm stießen die Ausgräber auch auf Reste aus der Holz-Erde-Periode des Kastells, einen 1,90 × 2 Meter messenden Holzturm (vier Pfostenlöcher, 20 × 20 cm breit, 60 cm tief), den nördlichen Flankenturm des Westtores. Die mutmaßliche Lage des Osttors ist von den Ausgrabungen im Jahre 1988 bekannt. Es muss östlich des ehemaligen Postamts, beim Severus House gestanden haben.

### Türme
Die Mauern des Kastells waren vermutlich an jeder seiner Ecken zusätzlich mit einem innen angesetzten, rechteckigen Turm verstärkt. Von den sicher ebenfalls mehrfach vorhandenen – innen angesetzten – Zwischentürmen konnte archäologisch einer im Nordostteil der Ostmauer, ca. 30 Meter von der angenommenen Position des Osttors entfernt, nachgewiesen werden. Der Turm maß etwa 5 Meter im Quadrat und war etwas nach Nordwesten verzogen. Seine Seitenwände konnten westlich der Kastellmauer noch bis auf eine Länge von 1,3 Meter verfolgt werden. Die Stärke seines sich aus Bruchsteinen und Lehm zusammensetzenden Fundaments betrug 1,5 Meter. Der Boden bestand aus gestampftem Sandsteinsplit und Kopfsteinen. Der Nachweis von Pfostenlöchern bewies, dass der Steinturm einen vorangegangenen Holzturm ersetzte. Südlich des Turms befand sich ein 8,5 cm breiter und 2,7 cm tiefer Düker, der das Sickerwasser unter der Mauer hindurch in den Kastellgraben ableitete. Dieser verursachte wohl den Einsturz der Südmauer des Steinturms, die anschließend wiederaufgebaut wurde. Nahe dem Turm konnte auch ein Schmiedeofen nachgewiesen werden.

### Innenbebauung
Es sind nur wenige Details der Innenbebauung bekannt. Das Kastell verfügte wohl über die für mittelkaiserzeitliche Lager standardmäßigen Gebäude: im Zentrum das Kommandogebäude (principia) und das Haus des Lagerkommandanten (praetorium), ein oder zwei Getreidespeicher (horrea), in den Randbereichen die Pferdeställe (stabula), Funktionsgebäude (fabricia), Mannschaftskasernen (centuria), das Lagerbad (therme) und evtl. Latrinen (latravina). Nach dem Abriss des Holz-Erde-Walls und des Meilenkastells 80 wurde offenbar eine Schicht aus weißen Lehm als Untergrund aufgeschüttet.
Die Kurve der modernen Hauptstraße westlich der T-Kreuzung im Zentrum von Bowness markiert vermutlich den Standort des Kommandogebäudes, das wahrscheinlich ebenfalls in Stein neu erbaut worden war. Die bei den Grabungen zwischen 1973 und 1976 westlich des Postgebäudes bei Mill Field und östlich des Kings Arms Hotels vorgefundenen Gebäudereste dürften Kasernen oder Pferdeställe – fast zur Gänze aus Holz – gewesen sein. Ihre Böden bestanden teilweise aus Steinplatten. Sie wurden in den 1960er Jahren beim Bau von Wohnhäusern beseitigt. Ein 3,45 Meter breites Gebäude östlich der via sagularis könnte ein Speicherbau gewesen sein. Obwohl die Gebäude anscheinend mehrmals umgebaut bzw. wieder instand gesetzt wurden, zuletzt im 3. Jahrhundert, wurde im Aufgehenden die Holzbauweise beibehalten. Nur die Fundamente waren in Stein ausgeführt. Dies war vermutlich eine Folge des Steinmangels in dieser Region. Der Speicherbau wurde spätestens um das Jahr 250 durch eine 6,9 Meter breite Kaserne ersetzt. Die Wohnstuben (contubernium) für die Soldaten waren durch Holzwände abgetrennt. Der Boden bestand aus gestampftem Lehm.
Die Lagerhauptstraße (via principalis) verband das West- mit dem Osttor. Entlang der Mauern befand sich eine gepflasterte, 4,74 Meter breite, das ganze Lager umlaufende Straße (via sagularis). Sie war ca. 4 Meter vom Kastellwall entfernt. Reste von ihr (8 Meter breit) konnten an der Westmauer beobachtet werden. Sie wurde im frühen 3. Jahrhundert auf 4 Meter verschmälert, um Platz für die Erweiterung der Innengebäude oder Neubauten zu schaffen, da nun auch Zivilisten im Lager lebten.

## Marschlager
In der Umgebung von Bowness sind auch drei kleine temporäre Marschlager bekannt. Eines befand sich in Knockcross, etwa 2 km östlich des Wallkastells. Zwei weitere (heute überbaut) standen im Südosten, in Brackenrigg, 0,8 km südlich von Meilenkastell 79.

## Hadrianswall
Ursprünglich war sein Ausbau nur bis zum Lager von Uxelodunum (Stanwix) geplant. Die römischen Militärs entschlossen sich aber etwas später, ihn – wie im Fall von Segedunum im Osten – noch bis zur Küste bei Bowness zu verlängern. Der Wall verlief nach Drumburgh entlang des Kamms einer Küstenklippe bis Port Carlisle immer in Richtung Westen. Dann wandte er sich nach Nordwesten und erreichte Bowness-on-Solway. Ein Mauerabschnitt südlich von Kirkland House, östlich von Bowness, ist nur mehr anhand geringer Oberflächenspuren sichtbar. Bei oder kurz nach Maia endete der Hadrianswall.
Beim Bau des Hilfstruppenkastells wurde das Meilenkastell 80 abgetragen. Der Wall erreichte, aus Osten von Linden House kommend, an der nordöstlichen Ecke das Kastell. Ab der Nordwestecke verlief er wohl noch eine kurze Strecke an der Küste entlang in Richtung Westen, wie weit, ist nicht genau bekannt. Ein Großteil des Walls westlich von Bowness dürfte schon in früheren Jahrhunderten als Folge von Erosion oder Unterspülung seiner Fundamente ins Meer gestürzt sein. Der Antiquar Reginald Bainbrigg berichtete 1601, dass im Wasser noch Mauerreste, ca. eine Meile westlich der römischen Festung, sichtbar gewesen seien. Im Jahre 1707 behauptete Bischof William Nicolson, dass sich der Wall noch etwa eine Viertelmeile in Richtung Westen fortsetzte. Nach Auskunft einiger Dorfbewohner grub man lt. Henry McLauchlin im frühen 19. Jahrhundert, etwa 230 Meter westlich des Kastells, am Strand eine große Menge Steine aus dem Sand. Dies könnte ein Hinweis darauf sein, dass der Wall, wie an seinem östlichen Abschluss, bis an die Hochwassermarke der Küste herangebaut worden war. Die Westküste war mit einer weniger aufwendig konstruierten Sperre aus Palisaden und Holz-Erde-Kleinkastellen gesichert worden.

### Militärstraße
Die Trasse der Militärstraße konnte in und um Bowness archäologisch nicht bestätigt werden. Vermutlich erreichte sie beim Osttor das Kastell. Die Ausgrabungsergebnisse lassen annehmen, dass sie sich zumindest im heutigen Ortskern (als via Prinicipalis) wohl annähernd mit dem Verlauf der sich von Ost nach West erstreckenden Hauptstraße deckt.

### Nordgraben
Es ist noch nicht geklärt worden, ob die Mauer in diesem Abschnitt auch von einem vorgelagerten Graben begleitet wurde – vermutlich nicht, denn die Nähe zur Küste hätte ihn sehr anfällig für Verschlammung durch Gezeiten- und Sturmfluten werden lassen.

### Südgraben
Der Südgraben (vallum) endete ebenfalls bei Bowness. Ein Abschnitt seines Süddamms ist noch als 0,5 hohe Bodenwelle südwestlich des Meilenkastells 79 sichtbar. Der weitere Verlauf des Vallums Richtung Westen ist noch bis zu einem Punkt 150 m westlich von Turm 79A bekannt. Er machte danach offenbar eine scharfe Wendung nach Süden. Auch eine geophysikalische Untersuchung im Jahr 1991, östlich der römischen Festung, konnte den Verlauf des Vallums im Nahebereich von Bowness nicht klären. Bei Sondiergrabungen im Hof des Pfarrhauses stieß man 1988 in 2 Meter Tiefe auf Ablagerungen einer grünlichen, organischen Substanz. Derartiges hatte man auch schon an anderen Stellen des Vallums entdeckt. Ob dieser Abschnitt aber tatsächlich ein Teil der Grabensohle war, blieb ungeklärt.

### Straßensicherung Bowness-Kirkbride
Südlich des Kastells stieß man auf zwei flache, parallel verlaufende, römerzeitliche Gräben. Zwischen ihnen war ein Erddamm (agger) aufgeschüttet. Er verband wohl eine Wach- und Signalturmkette entlang der Verbindungsstraße von Maia bis zum Lager von Kirkbride. Es scheint, dass der Dammkrone noch eine Palisade aufgesetzt war.

## Garnison
Maia muss frühestens ab der Mitte des 2. bis ins 4. Jahrhundert mit regulären römischen Soldaten besetzt gewesen sein. Im Lager könnten sich vorübergehend auch Legionäre aufgehalten haben. Sie wurden für gewöhnlich nicht zum Garnisonsdienst an der Grenze eingeteilt, sondern als Spezialkräfte für die anspruchsvolleren Bauvorhaben am Hadrianswall entsandt. Welche Einheiten in Maia lagen, ist unbekannt. Das Lager wird auch in einer der wichtigsten epigraphischen Quellen für die spätrömische Armee, der Notitia Dignitatum, Truppenliste des Dux Britanniarum, nicht mehr erwähnt.
| Zeitstellung              | Truppenname                                                            | Beschreibung |
| ------------------------- | ---------------------------------------------------------------------- | --- |
| 2. Jahrhundert n. Chr.    | Legio sextae Victrix (die sechste Legion, die siegreiche)              | Eine ihrer Vexillationen war dort wohl bis zum Abschluss der Bauarbeiten am Kastell stationiert, wie eine 1739 in oder nahe Bowness aufgefundene Bauinschrift annehmen lässt. |
| 2.–4. Jahrhundert n. Chr. | Cohors millaria equitata (eine 1000 Mann starke Kohorte, teilberitten) | Zwischen 251 und 253 wurde die dort in Garnison liegende Kohorte offensichtlich von einem Offizier im Rang eines Tribunen namens Sulpicius Secundianus kommandiert. Zwei von ihm gestiftete Weihealtäre (einer für Iupiter, der andere für das Wohlergehen der Augustii Trebonianus Gallus und Volusianus) wurden 1739 und 1871 in Bowness gefunden. Dies könnte ein Hinweis darauf sein, dass es sich bei seiner Einheit um eine bis zu tausend Mann starke Infanteriekohorte gehandelt haben könnte, möglicherweise auch mit Berittenen in ihren Reihen. Unter den Funden der Ausgrabung von 1973 befanden sich auch Fragmente von Pferdegeschirren im Garten von Bowder House und am Südtor (Bronzeringe). Nach Eric Birley könnte es sich bei ihr um die cohors II Lingonum (die zweite Kohorte der Lingonen) gehandelt haben, die laut der Notitia im 4. Jahrhundert im benachbarten Kastell von Drumburgh (Congavata) stand. Das dortige Lager war aber für eine 500 Mann starke Kohorte zu klein dimensioniert. |
| 2.–4. Jahrhundert n. Chr. | Symmachiarii (Irreguläre)                                              | Eine weitere Möglichkeit wäre, dass in Bowness auch Kämpfer eines verbündeten Barbarenstammes oder einer Miliz aus Provinzialen gestanden haben. Die Inschrift eines Weihealtars an die Muttergöttinnen, heute in Port Carlisle (Hesket House) zu sehen, nennt milites. Der Stein könnte ursprünglich aus Bowness stammen. |
| 2.–4. Jahrhundert n. Chr. | Classis Britannica (die britannische Flotte)                           | Ob im Hafen des Kastells auch Marineeinheiten oder Schiffe der Kanalflotte stationiert waren, ist bis dato mangels diesbezüglicher Funde unbewiesen, aber aufgrund der Lage und Funktion des Kastells wahrscheinlich. |

## Vicus

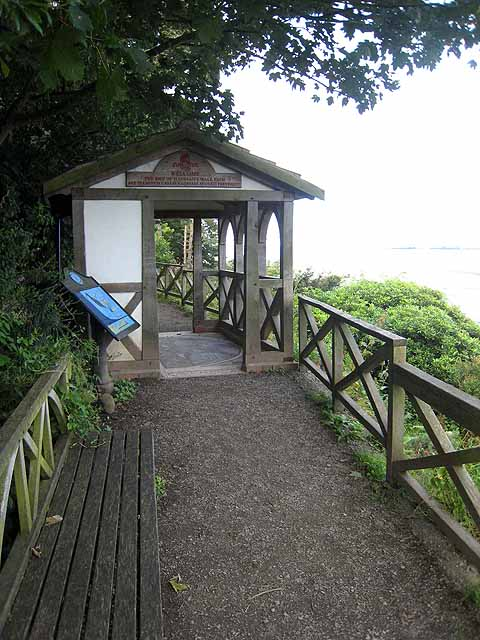
Pavillon am westlichen Ende des Wallwanderweges (Hadrians Wall Path)

Südlich, westlich und östlich des Kastells, besonders entlang der Straße nach Kirkbride, breitete sich eine größere Zivilsiedlung (vicus) aus. Ihr tatsächliches Ausmaß konnte bislang nicht bestimmt werden. Sie war vermutlich bis in die zweite Hälfte des 4. Jahrhunderts (367?) bewohnt. Heute ist sie noch anhand einer Reihe niedriger, mit Gras bewachsener Hügel in den Feldern an der Süd- und Westseite des Dorfes zu erkennen. Ein Badehaus (ballineum) lag zwischen zwei Straßen, direkt gegenüber dem heutigen Kirchhof. Die Anlage eines Abwasserkanals südwestlich der St.-Michael-Kirche lieferte einige römische Funde, darunter eine goldene Ligula. Bei Bauarbeiten östlich des Kastells und südöstlich von Rampart Head im Jahr 1984 wurden weitere mutmaßliche Überreste des Vicus beobachtet. Ein Altar für einen namentlich unbekannten Gott wurde von einem ortsansässigen Händler, Antonianus, gestiftet. Dies lässt annehmen, dass Maia auch ein Handelsmittelpunkt im Westsektor des Walls war. In seinem in Versform abgefassten Gelübde verspricht er, sein Gedicht mit Buchstaben aus purem Gold zu heiligen, wenn seine Investition einen ordentlichen Gewinn abwerfen sollten. Die letzte Passage der Inschrift wurde offenbar durch ein Gedicht des Vergil inspiriert. Dies lässt auf ein gewisses Bildungsniveau des Dedikanten schließen.

## Gräberfeld
Nahe dem Kastell oder des Lagerdorfes muss auch ein Gräberfeld existiert haben, wie der Fund eines Grabsteins beweist. Das Relief des in Carlisle hergestellten Grabsteins stellt eine sitzende Frau dar, die einen kleinen, zu ihren Füßen kauernden Hund füttert. In der anderen Hand hält sie eine Taube. Er befindet sich heute in der Sammlung des Tullie House Museum, Carlisle.